# Ildebrando Antoniutti
Ildebrando Antoniutti, né le 3 août 1898 à Nimis en Italie et mort le 1er août 1974, est un prélat italien et un cardinal de l'Église catholique romaine qui est préfet de la congrégation pour les religieux.

## Biographie

### Prêtre
Né à Nimis, le sixième d'une famille de sept enfants, il étudie dans les séminaires de Cividale et Udine et accompagne Mgr Antonio Rossi lors de ses visites dans les hôpitaux militaires. 
Il étudie à Rome au séminaire pontifical romain et à l'université pontificale du Latran, où il obtient des doctorats en philologie, théologie et droit canonique. Il est ordonné prêtre le 5 décembre 1920 puis revient enseigner au séminaire dans sa province natale.
En 1927, il est nommé secrétaire de la délégation apostolique en Chine (en), sous l'autorité de l'archevêque Celso Costantini, devenant auditeur puis chargé d'affaires ad interim de la commission. Il est élevé au rang de la chambellan privé de Sa Sainteté et nommé auditeur à la nonciature au Portugal (en).

### Évêque
En 1936, il est nommé délégué apostolique en Albanie (en) et archevêque titulaire (ou in partibus) de Synnada-en-Phrygie (de) par le pape Pie XI. Il est consacré évêque le 29 juin par le cardinal Pietro Fumasoni Biondi avec comme co-consécrateurs Antonio Anastasio Rossi et Celso Costantini. En 1937, il est choisi par le pape pour servir à titre de délégué en Espagne lors de la guerre civile.
En 1938, il devient délégué apostolique pour le Canada, où il a la difficile tâche d'intervenir dans l'affaire impliquant Mgr Joseph Charbonneau, qui est forcé de remettre sa démission en janvier 1950 et est remplacé comme archevêque de Montréal par Mgr Paul-Émile Léger.
Antoniutti est nommé nonce à l'Espagne le 21 octobre 1953.

### Cardinal
Il est créé cardinal par le pape Jean XXIII avec le titre de cardinal-prêtre de Saint-Sébastien par le pape Jean XXIII lors du consistoire du 19 mars 1962. 
Il assiste au concile Vatican II de 1962 à 1965, au cours duquel il participe au conclave qui élit le pape Paul VI. Il est bientôt nommé à la Congrégation pour les religieux par le pape.
Il démissionne de la congrégation après une décennie au service de celle-ci. Il est ensuite élevé au rang de cardinal-évêque de Velletri-Segni en 1973. Il est nommé camerlingue du Sacré Collège l'année suivante. 
En 1974, alors qu'il part vers sa ville natale de Nimis pour trouver le repos, il est tué dans un accident automobile le 1er août lorsque sa voiture heurte un autre véhicule sur un tronçon de route à Bologne.
Sa dépouille mortelle est transférée à Nimis deux jours plus tard, au moment où il aurait célébré son soixante-dix-septième anniversaire. Ses funérailles sont célébrées par les cardinaux Ermenegildo Florit et Albino Luciani, assistés de neuf autres évêques. Le cardinal Antoniutti est enterré en l'église paroissiale de Nimis.

## Succession apostolique
Ildebrando Antoniutti a ordonné les évêques suivants :
- Archevêque Carmelo Ballester Nieto (es), C.M. (1938)
- Évêque Arthur Douville (1940)
- Évêque John Michael O'Neill (en) (1940)
- Archevêque Georges Cabana (1941)
- Évêque Rosario L. Brodeur (1941)
- Évêque Michael O'Reilly (1941)
- Archevêque Norbert Robichaud (1942)
- Évêque Camille-André Le Blanc (de) (1942)
- Évêque John Roderick MacDonald (1943)
- Évêque James Boyle (ru) (1944)
- Archevêque Philip Francis Pocock (1944)
- Archevêque Joseph Gerald Berry (1945)
- Archevêque Thomas John Flynn (1945)
- Évêque William Joseph Smith (1945)
- Évêque Marie-Antoine Roy (de), O.F.M. (1945)
- Évêque Georges-Léon Landry (1946)
- Évêque James M. Hill (en) (1946)
- Évêque Édouard Jetté (de) (1948)
- Évêque Charles-Omer Garant (1948)
- Évêque Percival Caza (fi) (1948)
- Archevêque Maurice Baudoux (1948)
- Évêque Joseph-Roméo Gagnon (de) (1949)
- Évêque Jean-de-Capistran Cayer (de), O.F.M. (1949)
- Archevêque Patrick James Skinner (de), C.I.M. (1950)
- Évêque Joseph Albertus Martin (1950)
- Archevêque Albert François Cousineau (fi), C.S.C. (1951)
- Évêque Émilien Frenette (1951)
- Évêque Gérard-Marie Coderre (1951)
- Évêque Bruno Desrochers (1951)
- Évêque Alfred Lanctôt (it), M.Afr. (1952)
- Archevêque Louis Lévesque (1952)
- Évêque Philippe Lussier (de), C.SS.R. (1952)
- Évêque Léo Blais (de) (1952)
- Évêque Albert Leménager (fi) (1953)
- Archevêque Félix Romero Menjíbar (es) (1954)
- Évêque Pablo Barrachina y Estevan (es) (1954)
- Archevêque Segundo García de la Sierra y Méndez (de) (1954)
- Évêque Eugenio Beitia (eu) (1955)
- Archevêque Emilio Benavent Escuín (es) (1955)
- Évêque Francisco Peralta y Ballabriga (1955)
- Évêque José Bascuñana y López (ca) (1955)
- Cardinal Narciso Jubany Arnau (1956)
- Évêque Doroteo Fernández (es) (1956)
- Évêque Antonio Oña de Echave (it) (1956)
- Évêque José Castelltort Subeyre (fi) (1957)
- Évêque Rafael González Moralejo (it) (1958)
- Évêque Ángel Riesco Carbajo (es) (1958)
- Évêque Jaime Flores Martín (es), S.O.D. (1960)
- Évêque Francisco Planas Muntaner (fi) (1960)
- Archevêque José María Cirarda (es) (1960)
- Évêque Eloy Tato Losada (es), I.E.M.E. (1960)
- Cardinal Marcelo González Martín (1961)
- Évêque Luis Franco Cascón, C.SS.R. (1962)
- Archevêque William Aquin Carew (en) (1970)
- Évêque Abramo Freschi (it)